# Juan Pablo Chaupis
Juan Rafael Pablo Chaupis es un empresario transportista, educador y político peruano. Fue alcalde provincial de Huamalíes entre 2003 y 2006.
Nació en Llata, Perú el 14 de mayo de 1963. Cursó sus estudios primarios en su localidad natal y los secundarios en Huánuco. Entre 1983 y 1990 cursó estudios superiores de educación en la Universidad Nacional Hermilio Valdizán.
Miembro del Partido Aprista Peruano, su primera participación política fue en las elecciones municipales de 2002 cuando se presentó como candidato aprista a la alcaldía provincial de Huamalíes obteniendo la elección. Terminado su periodo, se presentó en las elecciones regionales del 2002 como candidato aprista a la vicepresidencia regional de Huánuco junto a Ricardo Marcelino Robles y Coz quien era candidato a presidente regional. La formula quedó en tercer lugar con el 13.883% de los votos. Asimismo, volvió a tentar la alcaldía de Huamalíes en las elecciones del 2010 sin éxito.